# Hrabstwo Ripley (Missouri)
Hrabstwo Ripley (ang. Ripley County) – hrabstwo w stanie Missouri w Stanach Zjednoczonych.
Obszar całkowity hrabstwa obejmuje powierzchnię 631.66 mil2 (1 636 km²). Według danych z 2008 r. hrabstwo miało 13 485 mieszkańców. Hrabstwo powstało 5 stycznia 1833.

## Główne drogi
- U.S. Route 160
- Route 21
- Route 142

## Sąsiednie hrabstwa
- Hrabstwo Carter (północ)
- Hrabstwo Butler (wschód)
- Hrabstwo Clay (południowy wschód)
- Hrabstwo Randolph (południowy zachód)
- Hrabstwo Oregon (zachód)

## Miasta
- Doniphan
- Naylor

## CDP
- Oxly
- Fairdealing